# Maleachi (profeet)

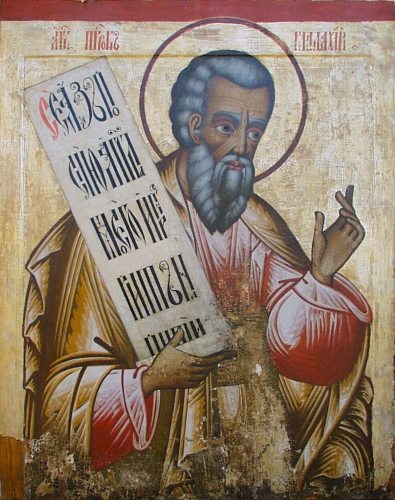
Russisch-orthodox icoon van Maleachi

Aan de profeet Maleachi (Hebreeuws: מַלְאָכִי, Malʼāḵî: "mijn boodschapper") wordt traditioneel het gelijknamige boek Maleachi uit de Bijbel toegeschreven. Dit boek is het laatste in de serie van twaalf Kleine profeten.
Binnen de Joodse traditie wordt aangenomen dat Maleachi de laatste profeet was waarmee het tijdperk van profetie is beëindigd.
Maleachi is waarschijnlijk niet de naam van de profeet van wie de teksten in het gelijknamige boek afkomstig zijn. Het opschrift van het boek (1:1) dat de profetieën aan Maleachi, dat "mijn bode" of "mijn engel" betekent, toeschrijft is waarschijnlijk afkomstig van een latere redacteur of verzamelaar, die meende dat hij in Maleachi 3:1 de naam van de profeet gevonden had. In de oudste Bijbelvertaling, de Septuaginta, werd het opgevat en vertaald als ‘mijn engel’. Latere uitleggers hebben die bode geïdentificeerd met de profeet en zo werd de titel geleidelijk aan begrepen als een eigennaam.